# Tendon (cuisine japonaise)
Pour les articles homonymes, voir tendon (homonymie).
Le tendon (天丼) est un plat de la cuisine japonaise, un type de donburi, composé de tenpura posée sur un bol de riz.